# De Kade (Gelderland)
De Kade is een buurtschap in de Nederlandse gemeente Ede, gelegen in de provincie Gelderland. De Kade ligt tussen Ede en Veenendaal.
De Kade is in feite een langgerekte verbinding met bebouwing, die begint tussen Ederveen en Lunteren onder de naam Meikade. Ten zuiden van de N224 loopt de weg verder met de naam Kade. Hierna is de verbinding onderbroken. Even ten noorden van de A12 ligt een buurtschap die wel bekendstaat als Het Pakhuis en ook tot De Kade wordt gerekend. Ten zuiden van de A12 loopt in het Binnenveld een weg met de naam Zuiderkade, overgaand in de Bennekomsekade.
De naam Kade houdt verband met de turfwinning die plaatsvond in het gebied rond Ederveen en Veenendaal. Langs de veenkanalen ontstonden de zogenaamde veenkades. Hier werd de turf uitgeladen en er werd handel gedreven.
Hoofdplaats: Ede       Dorpen: Bennekom · Ederveen · Harskamp · Hoenderloo (deels) · De Klomp · Lunteren · Otterlo · Wekerom

Buurtschappen: Deelen · Doesburgerbuurt · Driesprong · Eschoten · De Ginkel · Hoekelum · Hoog Baarlo · De Kade · De Kraats · Manen · Meulunteren · Mossel · Nederwoud · Nergena · Nieuw-Reemst · (Oostdorp) · Oud-Reemst · Overwoud · Roekel · De Valk · Walderveen · Westeneng

Gelderland: Steden en dorpen in Gelderland      Nederland: Provincies · Gemeenten